# Trelleora consimilis
Trelleora consimilis är en insektsart som beskrevs av Andrej Vasiljevitj Gorochov 2003. Trelleora consimilis ingår i släktet Trelleora och familjen syrsor. Inga underarter finns listade i Catalogue of Life.